# Stazione di Salsomaggiore Terme
Stazione di Salsomaggiore Terme vasútállomás Olaszországban, Salsomaggiore Terme településen.

## Vasútvonalak
Az állomást az alábbi vasútvonalak érintik:
- Fidenza-Salsomaggiore Terme-vasútvonal

## Kapcsolódó állomások
A vasútállomáshoz az alábbi állomások vannak a legközelebb:
- Vaio-Ospedale railway halt (Fidenza-Salsomaggiore Terme-vasútvonal)